# Bumi Agung (Bayung Lencir)
Bumi Agung is een bestuurslaag in het regentschap Musi Banyuasin van de provincie Zuid-Sumatra, Indonesië. Bumi Agung telt 1262 inwoners (volkstelling 2010).